# Zdeněk Přibyl
Zdeněk Přibyl (* 8. srpna 1938 Brno) je bývalý český fotbalista. Začínal jako útočník, od začátku 60. let nastupoval jako defenzivní záložník a především jako obránce. Je jediným hráčem v historii, který hrál I. ligu za tři různé brněnské kluby.

## Hráčská kariéra
V československé lize hrál za Rudou hvězdu Brno, Spartak KPS Brno (naposled jako FC LeRK Brno) a TJ Spartak ZJŠ Brno (dobový název Zbrojovky), vstřelil jeden prvoligový gól (za KPS).

### Evropské poháry
V evropských pohárech odehrál oba zápasy „Královopolské“ ve Veletržním poháru (předchůdce Poháru UEFA) v ročníku 1961/62, aniž by skóroval. Proti výběru Lipska (Leipzig XI) nastoupil jak v brněnském utkání na královopolském stadionu (nerozhodně 2:2, 27. září 1961), tak v lipské odvetě na Zentralstadionu (prohra 1:4, 4. října 1961).

### Ligová bilance
| Ročník           | Zápasy | Góly | Minuty | Klub                    |
| ---------------- | ------ | ---- | ------ | ----------------------- |
| I. liga 1958/59  | 3      | 0    | –      | TJ Rudá hvězda Brno     |
| I. liga 1959/60  | 4      | 0    | –      | TJ Rudá hvězda Brno     |
| I. liga 1960/61  | 5      | 0    | –      | TJ Rudá hvězda Brno     |
| II. liga 1960/61 | –      | 0    | –      | TJ Spartak ZJŠ Brno     |
| II. liga 1961/62 | –      | 4    | –      | TJ Spartak ZJŠ Brno     |
| I. liga 1961/62  | 14     | 1    | 1 260  | TJ Spartak KPS Brno     |
| I. liga 1962/63  | 3      | 0    | 187    | TJ Spartak ZJŠ Brno     |
| II. liga 1962/63 | –      | –    | –      | TJ Spartak ZJŠ Brno „B“ |
| I. liga 1963/64  | 2      | 0    | 180    | TJ Spartak ZJŠ Brno     |
| II. liga 1963/64 | –      | –    | –      | TJ Spartak ZJŠ Brno „B“ |
| CELKEM I. LIGA   | 31     | 1    | –      |                         |